# Louis Cuny
Louis Cuny (Montreuil-sous-Bois, Seine-Saint-Denis, 24 de novembre de 1902 - Canes, Alps Marítims, 24 de juliol de 1962) fou un director, guionista i productor de cinema francès.

## Biografia
Louis Cuny també ha estat dissenyador de productor i muntador. Fervent defensor del curtmetratge, el 1945 va fundar un « Syndicat des producteurs de courts métrages ». Un dels seus curts, Gentleman cambrioleur, va obtenir un esment especial al Festival Internacional de Cinema de Sant Sebastià 1958.

## Filmografia
- 1936: La Voie triomphale (CM)
- 1936: Le Lycée Papillon (CM)
- 1938: Le Violon (CM)
- 1939: Au jardin de la France (CM)
- 1942: Matin de France (CM)
- 1943: Hommage à Georges Bizet (CM)
- 1943: L'Arlésienne (CM)
- 1943: La Musique à travers les âges (CM)
- 1943: Mermoz
- 1945: Rouen, martyre d'une cité (CM)
- 1945: Croisière extra muros (CM)
- 1945: Panorama musical (CM)
- 1946: Maman de secours (CM)
- 1946: Étrange Destin
- 1947: Si j'avais la chance (CM)
- 1947: La Femme en rouge
- 1947: Le Beau Voyage
- 1949: Il faut qu'une porte soit ouverte ou fermée (CM)
- 1949: Tous les deux
- 1951: Demain nous divorçons
- 1952: Plume au vent
- 1957: Bonjour Toubib
- 1958: Gentleman cambrioleur (CM), millor curtmetratge al Festival de Sant Sebastià el 1958
- 1959: Symphonie pour un homme seul (CM)
- 1959: Les Amoureux de la Seine (CM)
- 1959: Ciné ballets de Paris (documental)
- 1961: Magic Coiffeur (CM)